# 普魯士國旗

在1803年至1892年期間的國旗，寬長比1:2，為各版本中使用時間最長者

普魯士在歷史上曾使用過多面國旗，其中最廣為人知的是1892年至1918年期間普魯士王國使用的國旗，這面國旗的長寬比為1:2，為黑-白-黑條紋設計，旗桿一側有一隻黑鷹，被稱為帝國鵰。一戰之後普魯士國旗的設計曾有兩次變化，黑色和白色的比例及黑鷹的設計均有不同。
1867年，在普鲁士的主导下北德意志邦联建立，新的邦联将普鲁士和诸汉萨同盟城市的旗帜结合，形成了德国著名的黑白红三色旗。1871年，德意志帝国成立，这一旗帜也成为了新生帝国的国旗。这一旗帜的配色在第三帝国时期被广泛采用。普鲁士国旗的衍生物今日仍可见于普鲁士地区（即使该地区受到波兰和俄国统治）或受到其影响地区的纹章。現在德國國家足球隊主場球衣為白色上衣黑色短褲，配色就是來自於普魯士國旗。

## 歷代國旗
- 皇家普鲁士 (1466–1772)
- 普鲁士公国 (1525–1657)
- 普鲁士王国 (1701–1750)
- 普鲁士民用旗帜
(1701–1935)
- 普鲁士王国 (1750–1801)
- 普魯士王国 (1801–1803)
- 普鲁士王国 (1803–1892)
- 普鲁士军旗 (1816)
- 普鲁士王国皇家旗帜
(1871–1918)
- 普鲁士王储的皇家旗帜
(1871–1892)
- 普鲁士王国旗帜
(1892–1918)
- 普鲁士军旗和战旗
(1895–1918)
- 普鲁士自由邦
(1918–1933)
- 普鲁士自由邦军服和服务旗帜
(1933–1935)

## 其他
在普魯士之歌（19 世紀和 20 世紀普魯士的非官方國歌）中的第一節也是最著名的一節中，歌詞中以普魯士國旗的顏色為主題唱道：
吾乃普魯士人，你可知我顏色？
黑白旗幟在我面前飄揚，
吾之父輩為自由而犧牲，
請謹記，吾之顔色表明，
...
歌詞作者：Bernhard Thiersch，著於1830年
即使在今天，黑色和白色也常常被認為是德國的標誌。在許多運動項目中，德國隊作為主場比賽時身著白色球衣和黑色長褲，這是代表普魯士的顏色。
1842年在卡爾·理查德·萊普修斯於埃及研究期間，普魯士國旗曾被懸掛在胡夫金字塔上。

## 外部連結
- Historical Flags (Prussia, Germany)（页面存档备份，存于） at FOTW